# John Campbell-Jones
Pas d'image ? Cliquez ici
Michael John Churchill Campbell-Jones dit John Campbell-Jones, né le 21 janvier 1930 à Epsom et mort le 24 mars 2020 dans le borough londonien de Camden (Londres), est un pilote automobile britannique.
Il a notamment participé aux Grands Prix de Belgique 1962 et de Grande-Bretagne 1963.

## Carrière
John Campbell-Jones commence sa carrière en voiture de sport à la fin des années 1950 et remporte quelques victoires. Par la suite, il participe à des courses de Formule 1 et Formule 2 ne comptant pas pour le championnat du monde entre 1961 et 1966.
En 1961, il s'inscrit pour le Grand Prix d'Allemagne mais, blessé au Grand Prix de Modène, renonce à y participer.
En 1962, il se qualifie dix-neuvième du Grand Prix de Belgique et termine onzième. Il était également inscrit pour le Grand Prix de Grande-Bretagne mais, à nouveau blessé, renonce à cette participation.
Son dernier Grand Prix de championnat du monde est le Grand Prix de Grande-Bretagne 1963 où il part vingt-troisième et termine treizième.
Sa dernière course est l'International Gold Cup 1966, disputée sur le circuit d'Oulton Park, où il est disqualifié à cause d'une fuite d'huile.

## Résultats en championnat du monde de Formule 1
| Saison | Écurie        | Châssis  | Moteur    | Pneus  | GP disputé | Points inscrits | Classement |
| ------ | ------------- | -------- | --------- | ------ | ---------- | --------------- | ---------- |
| 1962   | Emeryson Cars | Lotus 18 | Climax L4 | Dunlop | 1          | 0               | nc.        |
| 1963   | Tim Parnell   | Lola Mk4 | Climax V8 | Dunlop | 1          | 0               | nc.        |